# 亞歷克西斯·麥卡利斯特
亞歷克西斯·麥卡利斯特（西班牙語：Alexis Mac Allister；1998年12月24日—），阿根廷足球運動員，現效力英超球會利物浦，司職中場。同時亦是阿根廷國家足球隊成員之一。他被认为是当今世界最佳中场之一，以传球、射门能力和多才多艺著称。

## 俱樂部生涯

### 布萊頓
英超俱樂部布萊頓官方宣佈，從阿根廷足球甲級聯賽球隊阿根廷青年簽下中場亞歷克西斯·麥卡利斯特，轉會費800萬英鎊，並回租至阿根廷青年至該年夏天。
布萊頓在對陣普雷斯頓的英格蘭聯賽盃上，打進了自己在球隊的第一個進球。

### 利物浦
2023年6月8日，利物浦官方宣布簽下麥卡利斯特，並將會穿上10號球衣，據報轉會費為3,500萬鎊。12月3日，他在對陣富勒姆的英超聯賽，在第38分鐘時，打入一腳漂亮的世界波，取得了他在利物浦的第一顆進球，最終幫助利物浦4-3成功反勝。

## 國家隊生涯
2022年11月，麥卡利斯特入選2022年世界盃阿根廷國家隊大軍名單，他在對陣波蘭的小組賽中打入一球，幫助阿根廷闖進十六強，接著他又和阿根廷擊敗了澳大利亞、荷蘭及克羅埃西亞，來到決賽。决赛上半场第36分鐘時，麥卡利斯特一記助攻，幫助安赫尔·迪马利亚射門得分，最終阿根廷队以3(4)-(2)3擊敗法國，成功奪冠。

## 个人生活
亚历克西斯·麦卡利斯特的两个哥哥弗朗西斯·麦卡利斯特和凯文·麦卡利斯特都是职业足球运动员。亚历克西斯的父亲卡洛斯·麦卡利斯特和伯父帕特里西奥·麦卡利斯特都是已退役的足球运动员。麦卡利斯特是一个源自苏格兰的姓氏，但是亚历克西斯·麦卡利斯特的祖先是从爱尔兰移民到阿根廷。在之前的一次采访中，亚历克西斯·麦卡利斯特证实了他的一些祖先是从爱尔兰来到阿根廷的，并表示他知道自己与苏格兰有关系，他的祖先可能与爱尔兰的多纳巴特有关。其他祖先则源自苏格兰东部的法夫，他们在19世纪移居爱尔兰，然后移居阿根廷。

## 榮譽

### 球會
小阿根廷人
- 阿根廷足球全國聯賽： 2016–17

 小保加
- 阿根廷足球甲級聯賽： 2019–20

 利物浦
- 英格蘭聯賽盃：2023–24
- 英格蘭超級足球聯賽冠軍：2024–25

### 國家隊
阿根廷
- 國際足協世界盃冠軍：2022年
- 美洲杯冠军: 2024年[12]
- 歐美超級盃冠軍：2022

## 外部連結
- . Asociación Atlética Argentinos Juniors.   [2020-04-07]. （原始内容存档于2017-11-14） （西班牙语）.